# Margherita Marchione
Margherita Marchione (Little Ferry, 19 febbraio 1922 – Morristown, 19 maggio 2021) è stata una religiosa, filosofa e biografa statunitense della congregazione delle Maestre Pie Filippini, autrice di molti libri, specialmente su papa Pio XII e su Filippo Mazzei.

## Biografia
Conseguì il dottorato in filosofia alla Columbia University di New York. Visse prevalentemente nel New Jersey, e fu docente di Lingua e Letteratura Italiana alla Fairleigh Dickinson University di Madison (New Jersey).
Fu autrice di oltre cinquanta libri, dei quali sono disponibili in italiano i suoi studi su Filippo Mazzei, Clemente Rebora, Giuseppe Prezzolini e Giovanni Boine, e alcuni saggi su papa Pacelli, tra cui Pio XII e gli ebrei e Il silenzio di Pio XII, oltre al volume fotografico Pio XII attraverso le immagini. Sull'Olocausto, soprattutto riguardo a Pio XII e gli ebrei, Rai International l'ha definita uno dei maggiori studiosi del mondo in materia.
Era cittadina onoraria di Poggio a Caiano (FI), terra natale di Filippo Mazzei, sul quale incentrò alcuni studi, e di Pontecagnano (SA), località di dove era originaria la sua famiglia.

## Opere
- L'imagine tesa. La vita e l'opera di Clemente Rebora, prefazione di Giuseppe Prezzolini, Roma, Edizioni di storia e letteratura, 1960, SBN SBL0025964; ristampa anastatica ampliata con lettere inedite, 1974, SBN IT\ICCU\LO1\0050415.
- Pio XII e gli ebrei, Roma, Pan Logos, 1999, SBN LO10499579; Casale Monferrato, Piemme, 2002, ISBN 88-384-6483-9.
- (EN) Pope Pius XII: Architect for Peace, New York/Mahwah, N.J., Paulist Press, 2000, ISBN 0-8091-3912-X.
  -  Pio XII architetto di pace, Roma, Editoriale Pantheon, 2000, SBN LO10522707; Casale Monferrato, Piemme, 2002, ISBN 88-384-6482-0.
- (EN) The Fighting Nun: My Story, New York, Cornwall Books, 2000, ISBN 0-8453-4876-0.
  -  La mia vita. Incontri con i papi e i letterati del '900, traduzione dell'autrice, Milano, Àncora Editrice, 2003, ISBN 88-514-0092-X.
- Pio XII attraverso le immagini, Città del Vaticano, Libreria Editrice Vaticana, 2002, ISBN 88-209-7338-3.
  - (EN) Shepherd of Souls: A Pictorial Life of Pope Pius XII, New York/Mahwah, N.J., Paulist Press, 2002, ISBN 0-8091-4181-7.
- Il silenzio di Pio XII, prefazione di Antonio Spinosa, Milano, Sperling & Kupfer editori, 2002, ISBN 88-200-3437-9.
- (IT, EN) Pio XII il papa dei bambini, Camerata Picena, Editrice Shalom, 2004, ISBN 88-8404-059-0.
- (EN) Crusade of Charity: Pius XII and POWs (1939–1945), New York/Mahwah, N.J., Paulist Press, 2006, ISBN 0-8091-4420-4.
  -  Crociata di carità. L'impegno di Pio XII per i prigionieri della seconda guerra mondiale, prefazione di Francesco Mercadante, Milano, Sperling & Kupfer editori, 2006, ISBN 88-200-4204-5.

### Curatele
- Giovanni Boine, Giuseppe Prezzolini : 1908-1915 / Giovanni Boine ; a cura di Margherita Marchione e S. Eugene Scalia; prefazione di Giuseppe Prezzolini. - Roma: Edizioni di storia e letteratura, 1971.
- Giovanni Boine, Emilio Cecchi : 1911-1917 / Giovanni Boine ; a cura di Margherita Marchione e S. Eugene Scalia ; prefazione di Carlo Martini. - Roma : Edizioni di storia e letteratura, 1972 (Con appendice di altri scritti).
- Clemente Rebora. Lettere. I (1893-1930), prefazione di Carlo Bo, a cura di M. Marchione, Roma, Edizioni di Storia e Letteratura, 1976
- Giovanni Boine, Carteggio, a cura di Margherita Marchione e S. Eugene Scalia, Vol. IV, Edizioni di Storia e Letteratura, Roma 1979.
- Clemente Rebora. Lettere. II (1931-1957), prefazione di Mons. Clemente Riva, a cura di M. Marchione,  Roma, Edizioni di Storia e Letteratura, 1982
- Prezzolini: un secolo di attività: lettere inedite e bibliografia di tutte le opere / compilata da Francesca Pino Pongolini ; a cura di Margherita Marchione. - Milano: Rusconi, 1982.
- Istruzioni per essere liberi ed eguali / Filippo Mazzei ; a cura di Margherita Marchione, Giuseppe Gadda Conti; introduzione di Ettore A. Albertoni; saggio bibliografico di Renata Brugnago. Milano : Cisalpino-Goliardica, 1984.
- L'ombra di Dio / Giuseppe Prezzolini ; a cura di Margherita Marchione. Milano: Rusconi, 1984.
- Incontriamo Prezzolini / a cura di Giuliano Prezzolini e Margherita Marchione. Brescia: Editrice La Scuola, 1985.

### Opere di e su Filippo Mazzei
- Philip Mazzei: My Life and Wanderings, ed. Margherita Marchione American Institute of Italian Studies, Morristown, NJ, 1980. Traduzione in lingua inglese dell'autobiografia di Mazzei
- Philip Mazzei: Selected Writings and Correspondence:
  - Vol. I - Virginia's Agent during the American Revolution
  - Vol. II - Agent for the King of Poland during the French Revolution
  - Vol. III - World Citizen

Cassa di Risparmi e Depositi, Prato, 1983.
- Philip Mazzei: Jefferson's "Zealous Whig", American Institute of Italian Studies, Morristown, NJ, 1975.
- The Adventurous Life of Philip Mazzei - La vita avventurosa di Filippo Mazzei (bilingue inglese - italiano), University Press of America, Lanham, MD, 1995.
- The Constitutional Society of 1784, Center for Mazzei Studies, Morristown, NJ, 1984.
- Philip Mazzei: World Citizen (Jefferson's "Zealous Whig"), University Press of America, Lanham, MD, 1994.

### Altre opere in inglese
- Yours is a Precious Witness: Memoirs of Jews and Catholics in Wartime Italy, Paulist Press, New York e Mahwah 1997
- Consensus and Controversy: Defending Pope Pius XII, Paulist Press, New York e Mahwah 2001
- Pope Pius XII, Libreria Ancora, Milano 2003
- Coloring Book for Children, Paulist Press, New York e Mahwah 2004
- Man of Peace (with Teacher's Guidebook), Paulist Press, New York e Mahwah 2004